# Jón Páll Sigmarsson
Jón Páll Sigmarsson (Reikiavik, 28 de abril de 1960-ibídem, 16 de enero de 1993) fue un strongman, potencista y culturista islandés, ganador del hombre más fuerte del mundo en cuatro ocasiones.

## Biografía
Sigmarsson comenzó a levantar pesas en 1976 a los 16 años, y compitió en potencia por primera vez en 1979. Sus primeras marcas fueron 125 kg en press de banca, 185 kg en sentadillas y 220 kg en peso muerto.
Su primera competición de strongman fue en 1982 y al año siguiente entró en la competición del hombre más fuerte del mundo donde salió segundo. En 1984 Sigmarsson ganó la competición por primera vez.
Es recordado como uno de los más destacados en el hombre más fuerte del mundo, fue uno de los mejores strongman de los años 1980. Murió en 1993 a los 32 años de un infarto mientras se encontraba en el gimnasio. Su familia tenía muchos antecedentes de ataques cardíacos, y esto fue su debilidad.
Sigmarsson es uno de los strongmen más queridos y memorables que han existido. En septiembre de 2006 se realizó un documental sobre su vida desde niño.

## Frases
Su grito más característico fue "¡Yo soy un vikingo!" (haciendo referencia a Islandia). Además de la mencionada, otras populares fueron "estoy en el séptimo cielo", "no es ningún problema para Jón Páll", "no hay razón para vivir si no puedes hacer peso muerto", "yo no soy un esquimal, ¡yo soy un vikingo!" y "¡El rey ha perdido su corona!".

## Personalidad
Sus allegados lo recuerdan como una persona muy amable y generosa. La esposa de Douglas Edmunds (fundador de la Federación Internacional del Atletismo de Fuerza (IFSA) y excompetidor de los juegos de la montaña) lo recuerda como «uno de los seres humanos más amables que conocí». Su temprana muerte lo convirtió de alguna manera en parte de la mitología nórdica (Bill Kazmaier lo considera el vikingo del siglo XX), y hoy en día en Islandia es un personaje muy respetado (prueba de esto es como entre los menos de 25 000 artículos de la Wikipedia en islandés Sigmarsson es nombrado varias veces).

## Hombre más fuerte del mundo
- 1983 - 2.º
- 1984 - 1.º
- 1985 - 2.º
- 1986 - 1.º
- 1988 - 1.º
- 1989 - 3.º
- 1990 - 1.º

## Hombre más fuerte de Europa
- 1983 - 3.º
- 1985 - 1.º
- 1986 - 1.º
- 1987 - 3.º
- 1988 - 2.º
- 1989 - 3.º
- 1990 - cuarto
- 1992 - cuarto

## Campeonatos ganados de culturismo islandés
- 1984, 1986 y 1988

## Potencia muscular
- 1985 - 1.º
- 1986 - 1.º
- 1987 - 2.º
- 1988 - 3.º
- 1989 - 1.º
- 1990 - 1.º
- 1991 - 1.º

| el hombre más fuerte del mundo |                |                                    |
| Precedido por: Geoff Capes     | Primero (1984) | Sucedido por: Geoff Capes          |
| Precedido por: Geoff Capes     | Segundo (1986) | Sucedido por: -                    |
| Precedido por: -               | Tercero (1988) | Sucedido por: Jamie Reeves         |
| Precedido por: Jamie Reeves    | Cuarto (1990)  | Sucedido por: Magnús Ver Magnússon |